# Kreuth (Heideck)

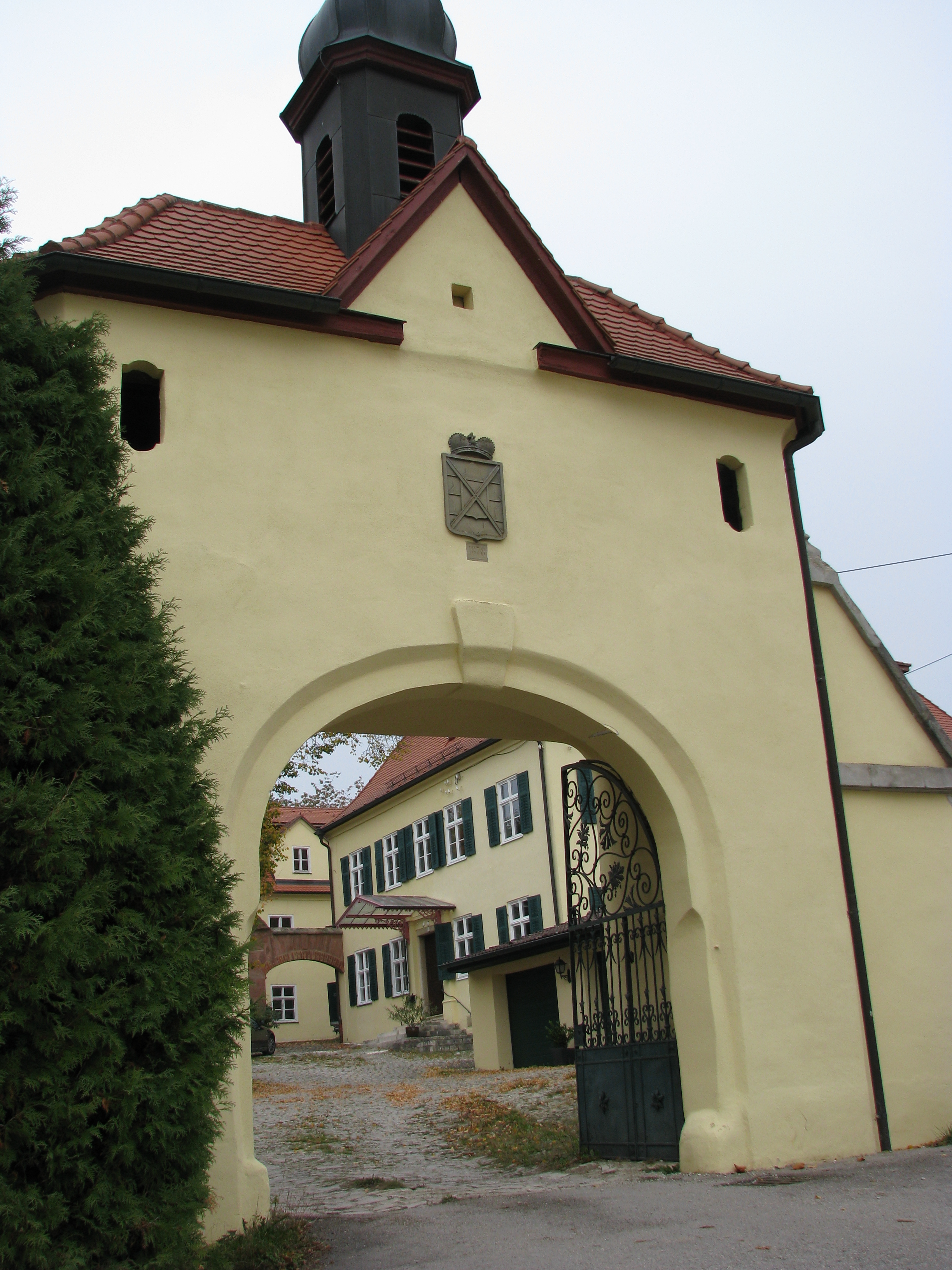
Torbau des 17. Jahrhunderts

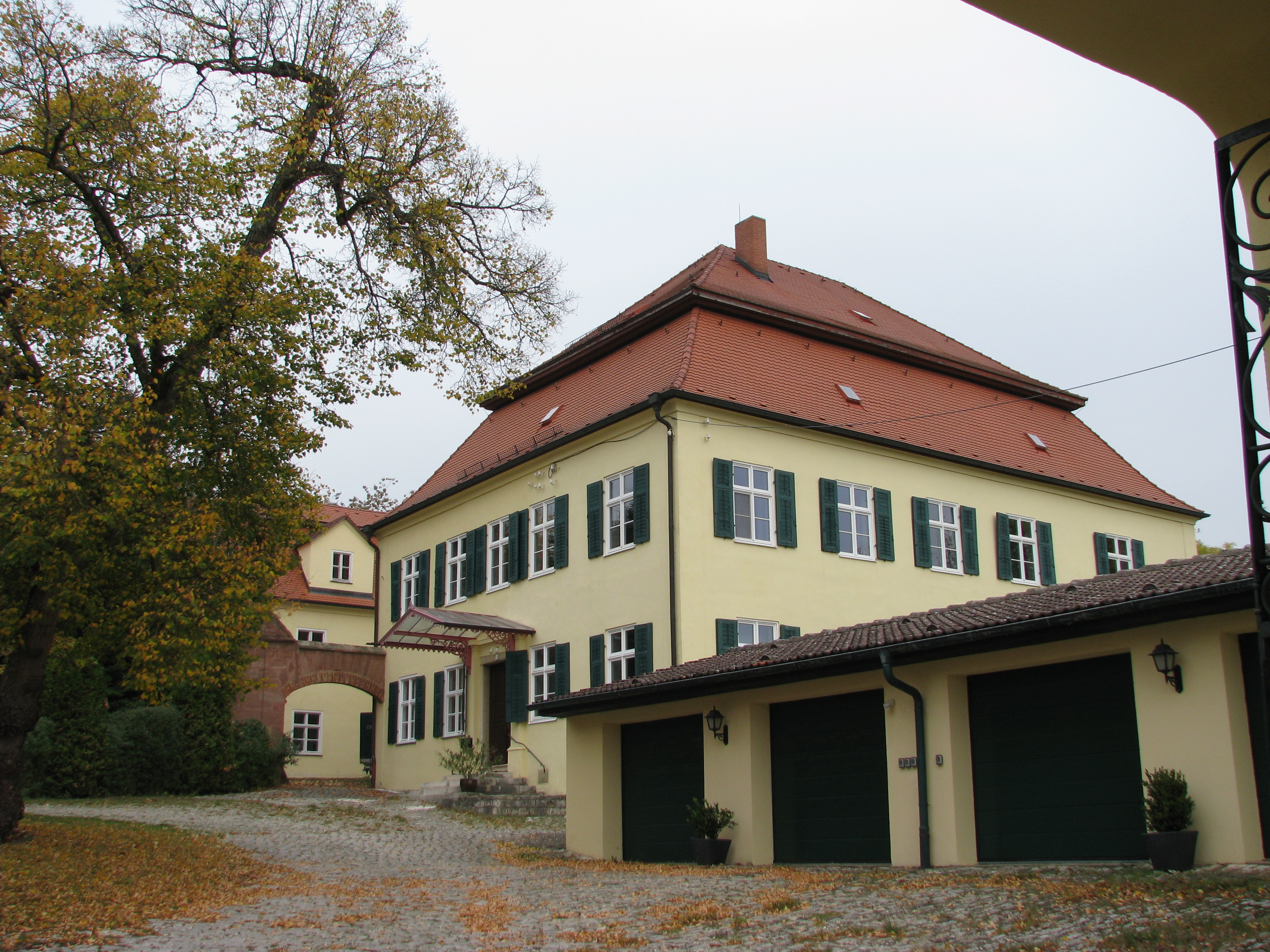
Herrenhaus 1756/1761 von Giovanni Domenico Barbieri mit Mansarddach

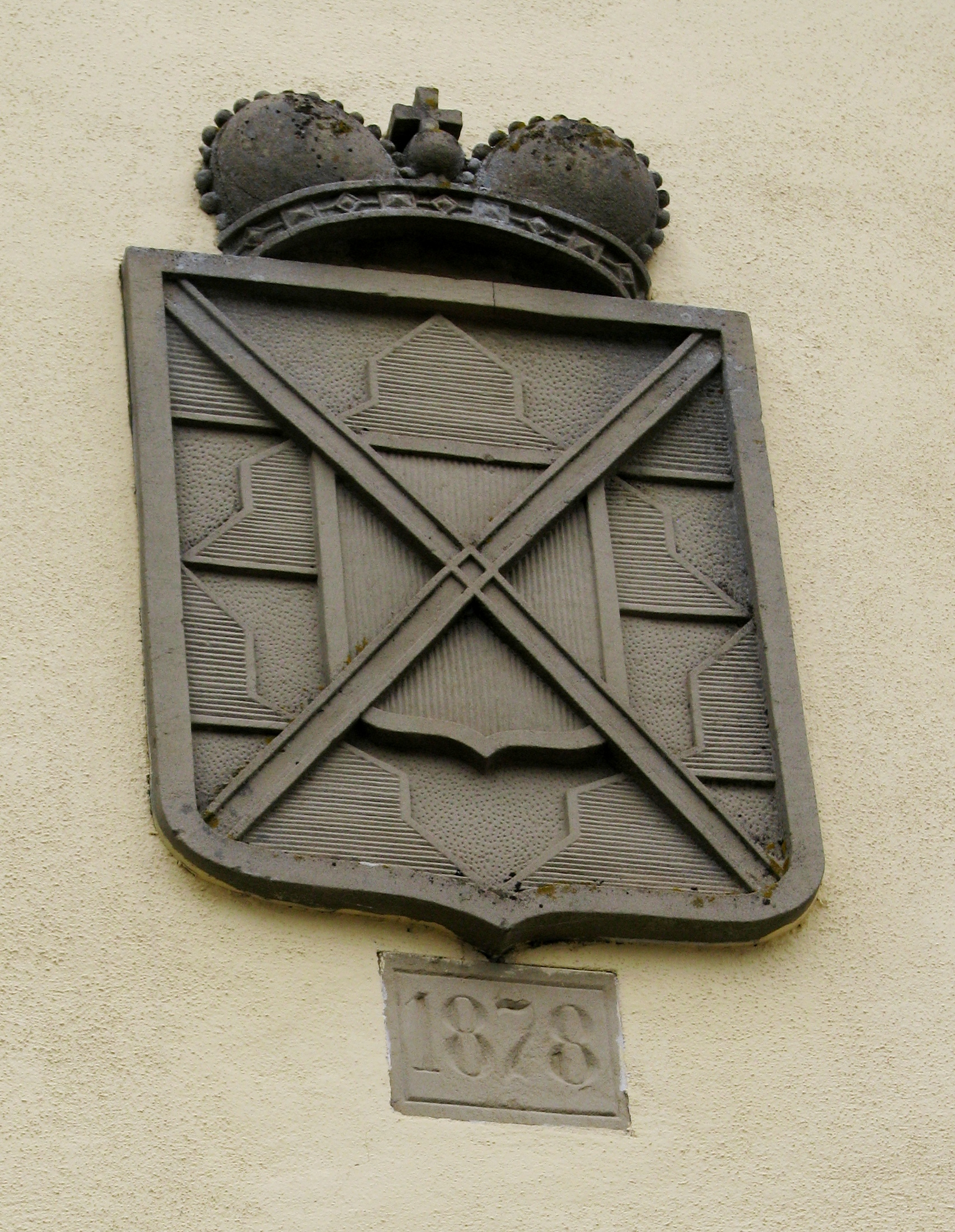
Wappen der Fürsten von Oettingen-Spielberg; grüner Schilfsandstein, über der Durchfahrt des Tores

Kreuth (Schloßkreuth) ist ein Gemeindeteil der Stadt Heideck im Landkreis Roth (Mittelfranken, Bayern). Kreuth liegt in der Gemarkung Heideck.

## Lage
Das Gut und ehemals fürstliches Schloss liegt nordwestlich des Ortskerns von Heideck auf einer Anhöhe. Zu erreichen ist es von Heideck aus über die Kreuther Straße.

## Geschichte
Als das pfalz-neuburgische Pflegamt Heideck und damit auch Kreuth am 4. Oktober 1542 vom hoch verschuldeten Pfalzgrafen Ottheinrich an die Burggrafen von Nürnberg verpfändet wurde, führte Nürnberg sogleich die Reformation ein. Der Nürnberger Pfleger Bernhard Nützel († 1580, begraben Stadtpfarrkirche St. Johannes der Täufer in Heideck), der durch Ankauf von Flurstücken ein Gut errichtete und am 6. Dezember 1570 beim Rat der Stadt Nürnberg mit Erfolg beantragte, auf dem Areal ein Wohnhaus mit Stadel errichten zu dürfen. Sein Schwiegersohn Julius Grätz erhielt dafür vom pfalz-neuburgischen Herzog Philipp Ludwig 1588 die Edelmannsfreiheit und Landsassenrechte, nachdem 1585 das Amt Heideck von Pfalz-Neuburg wieder eingelöst worden war.
Die Besitzer des Gutes Kreuth wechselten in der Folgezeit mehrmals. Heinrich Julius Grätz/Gretz saß bis 1595 in Kreuth. Er verkaufte an den Nürnberger Bürger Abel Unterholzner. 1602 übertrug als neuer Besitzer das Neuburger Landschaftskommissariat das Kreuther Gut dem Heidecker Kastner Johann Öfelin. Noch im gleichen Jahr erwarb es der Heidecker Pfleger Adam von Halleg/Halleck und besaß es bis 1624. Ab 1624 war Pfalzgraf Johann Friedrich zu Hilpoltstein Kreuther Gutsherr. 1665 erreichte der pfalz-neuburgische Rat Hieronymus Dickel/Dickl, dass in der Hauskapelle zu Kreuth „nach Belieben“ die Messe zelebriert werden durfte. 1680 besaß Prinz Philipp zu Sulzbach das Landsassengut, ab 1684 der Heidecker Pfleger Graf Jakob von Hamilton.
1690 erhielt Johann Philipp von Hammerling genannt Martellus für sein Schlossgut Kreuth das Recht der Hauskapelle zunächst für alle Sonn- und Feiertage, 1696/1700 auch für die Werktage. 1731 wurde dem Oberjägermeister Johann Ernst von Wolfskehl/Wolffskeel, Schwiegersohn von Hammerling und 1739 bis 1744 Besitzer von Kreuth, vom Bistum Eichstätt die Hauskapelle bewilligt. Aus dem Nachlass seiner Witwe wurde 1752 das Schlossgut Kreuth versteigert; es folgte Philipp von Riedel (Wappen im Anbau des ehem. Herrenhauses erhalten) neue Besitzerin wurde Freiin Franziska von Zehmen, der 1757 auf dem Erbweg Philipp Ernst von Zehmen als Schlossherr folgte. Giovanni Domenico Barbieri, Baumeister aus Eichstätt renovierte die Schlossanlage (1756) oder führte Neubauten aus (1761) Der 1762 geschaffene Altar der Schlosskapelle steht heute in der Tautenwinder Kapelle. Der protestantische Baron von Neumann schenkte die Ausstattung dieser Gemeinde um im Kapellenraum ein Billardzimmer einrichten zu können.  1794 kaufte Hofkammerrat Franz Karl von Strasser, Forstmeister der Ämter Allersberg, Heideck und Hilpoltstein das Gut. Seine Tochter brachte Kreuth 1801 in die Ehe mit Karl Freiherr Franz Leo von Bonnet zu Meautry († 1852 in Kreuth) ein. Am 18. März 1801 wurde die Hofmark Kreuth zum „gemeinen Guth“ erklärt, das heißt in die Gemeinde Heideck eingegliedert.
Die im Laufe des 19. Jahrhunderts in Heideck gebildete protestantische Gemeinde bestand zeitweise nur aus der Kreuther Schlossherrschaft. 1868 verkaufte Bonnet an den Freiherrn von Neumann und dieser bald darauf an das Kloster St. Walburg zu Eichstätt.
Im Anschluss an die kurze Klosterzeit wurde Kreuth wieder an die Bonnet zurückverkauft, 1878 gelangte es in den Besitz der Fürsten von Oettingen-Spielberg. So wurde 1884 unter Fürst Emil von Oettingen-Spielberg (* 1850; † 1919) die Hauskapelle neu hergestellt und eingeweiht. 1888 fertigte der Münchner Altararchitekt Josef Anton Müller die Pläne zur Ausgestaltung der Schlosskapelle St. Maria im Herrenhaus. Die Wand- und Deckenvertäfelung aus Eiche hat sich vor Ort erhalten. Buntglasfenster und Altar sind seit Mitte der 1950er Jahre verschollen, das Gestühl befindet sich im Oettinger Schloss. 1922 wurde das Privileg der Zelebration für den 1879 in Kreuth geborenen Otto von Oettingen-Spielberg erneuert. Neben einem bestellten Schlosskaplan (der letzte war der Eichstätter Priester Josef Lehner) zelebrierten dort der Domkapitular von Eichstätt, Philipp Prinz von Aremberg und der Bruder des Fürsten, Monsignore Felix Prinz von Oettingen-Spielberg. Die Gutsherrschaft hatte ansonsten ein Kirchenstuhlrecht in der Pfarrkirche zu Heideck; dieses war 1621 auf das Oratorium über der Sakristei verlegt und 1752 von dem Wolfskehlschen Nachlassverwalter und Besitznachfolger Philipp von Riedel an Franziska von Zehmen verkauft worden.
Im Königreich Bayern (1806) wurde die Einöde Schlosskreuth, der Gemeinde und dem Steuerdistrikt Heideck zugeordnet. 1875 wurden in der Ökonomie des Schlosses fünf Stück Rindvieh gehalten.
Während des Ersten Weltkrieges wurde im 1888 errichteten nördlichen Schlossflügel ein Lazarett und Genesungsheim für Soldaten eingerichtet. Im Zweiten Weltkrieg wurden diese nicht benötigten Räume in ein Altenheim umgewandelt und dort eine weitere Kapelle eingerichtet. Während des Krieges lebte zudem der Münchener Kunstprofessor Rauch, als auch Graf Franz von Montgelas mit Frau und Tochter im Schloss. Noch im April 1945 wurde er ein Opfer des Nationalsozialismus und in Nürnberg hingerichtet. Seine Witwe Rosemarie war maßgeblich daran beteiligt, dass der Einmarsch der Amerikaner in Heideck friedlich und ohne jeglichen Widerstand erfolgte. Sie war zudem befreundet mit der Kunstfliegerin Elly Beil.
Nach dem Krieg lebte dort für einige Zeit die Familie der Reichsgrafen von Schaffgotsch, als sie mit etlichen Pferdewagen Schloss Warmbrunn in Schlesien verlassen musste.
Seit Auflösung des Altenheimes Mitte der 1960er Jahre stehen der nördliche und östliche Schlossflügel leer.
1904 sind hier zwei Wohngebäude ausgewiesen, 1952 nur eines. 1953 veräußerte das Haus Oettingen-Spielberg Kreuth im Zuge des Lastenausgleichgesetzes an die Thüringerin Elisabeth Wagenführ, die den Nürnberger Konsul August Hetzel ehelichte. Sie veräußerten 1962 den Gutsbetrieb an die Bayerische Landessiedlung, die den Gutsbetrieb noch in den 1960er Jahren weiter veräußerte Zuerst an Arndt und Elisabeth Naumann, 1968 an Werner und Elisabeth Hohmann. Nach einem Großbrand im Jahr 1979 wurden die Ökonomiegebäude wieder hergestellt und ihrer heutigen Nutzung (Hotel und Reitsportzentrum) zugeführt.
Das ehemalige Schloss ist ein zweigeschossiger Mansarddachbau des 18. Jahrhunderts ohne Fassadengliederung. Es bildet mit Nebengebäuden (1888 errichtet) und mit einem Torbau wohl aus dem späten 17. Jahrhundert (mit vierseitigem Dachreiter mit Kuppel und mit dem Oettingschen Wappen von 1878) eine kleine Hofsituation.

### Einwohnerentwicklung
- 1818: 13 (2 „Feuerstellen“, 3 Familien)[24]
- 1837: 20[25]
- 1871: 8 (3 Gebäude)[26]
- 1900: 6 (2 Wohngebäude)[27]
- 1950: 63 (1 Schloss)[28]
- 1961: 41 (2 Wohngebäude)[29]
- 1970: 6[30]
- 1987: 14 (2 Gebäude mit Wohnraum; 8 Wohnungen)[1]

## Persönlichkeiten
- Otto Fürst zu Oettingen-Oettingen und Oettingen-Spielberg, * 9. März 1879 in Kreuth; † 16. Februar 1952 in Öttingen[31]
- Felix  Prinz zu Oettingen-Oettingen und Oettingen-Spielberg, Monsignore, * 23. November 1881 in Kreuth; † 3. September 1961 in Ingolstadt
- Maria Franziska  Prinzessin zu Oettingen-Oettingen und Oettingen-Spielberg, * 28. September 1884 in Kreuth, verheiratet mit Theodor Alfred Franziskus Hubertus, Graf Basselet de La Rosée (1875–1938); † 25. März 1931 in München
- Franziska Maria Therese Monika Notgera  Prinzessin zu Oettingen-Oettingen und Oettingen-Spielberg, * 10. September 1919 in Kreuth; † 15. September 1931 in Oettingen
- Alois Fürst zu Oettingen-Oettingen und Oettingen-Spielberg, * 3. September 1920 in Kreuth; † 30. November 1975 in Zürich
- Franz Albrecht Notger Prinz zu Oettingen-Oettingen und Oettingen-Spielberg, * 9. September 1925 in Kreuth, dort † 12. September 1925
- Franz Graf von Montgelas, * 18. Januar 1882, hingerichtet am 6. April 1945 in Nürnberg